# Prionolabis scaria trifida
Prionolabis scaria là một phân loài ruồi của loài Prionolabis scaria trong họ Limoniidae. Chúng phân bố ở miền Tân bắc.